# Ostróżeczka

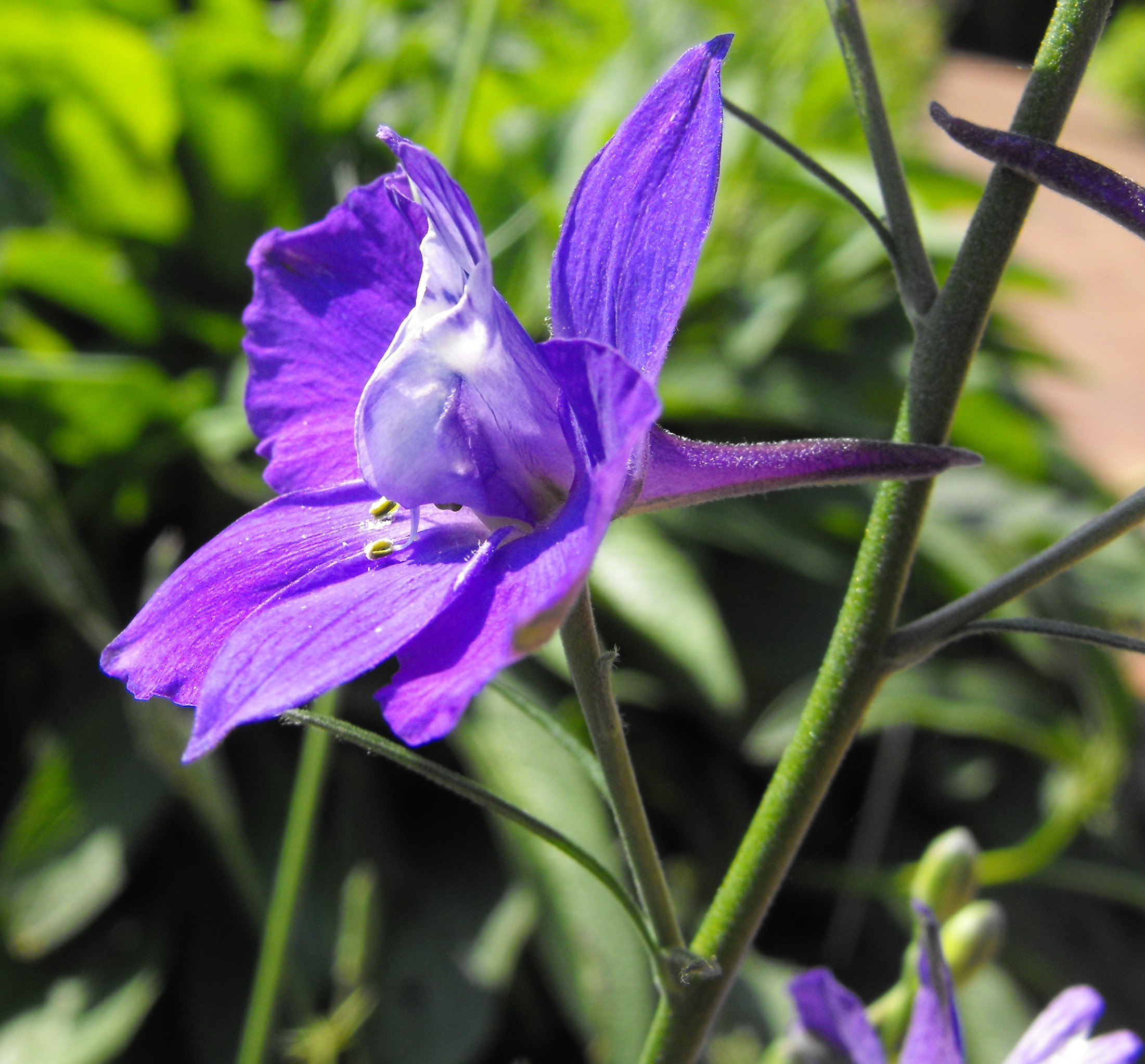
Kwiat ostróżeczki ogrodowej

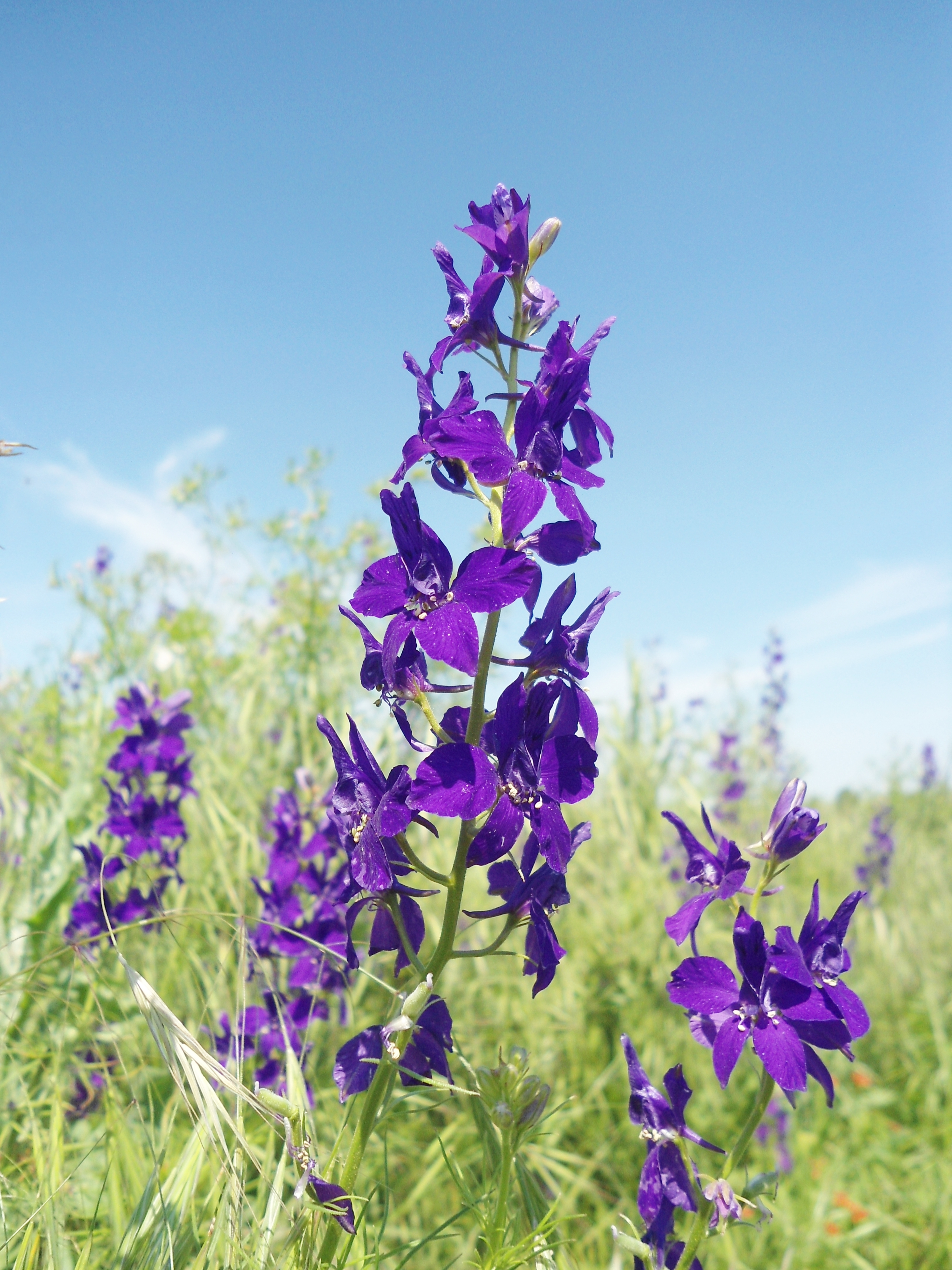
Consolida orientalis

Ostróżeczka (Consolida Gray) – rodzaj roślin należących do rodziny jaskrowatych wyróżniany w niektórych ujęciach systematycznych. Ponieważ po zastosowaniu metod molekularnych okazał się być zagnieżdżony w obrębie rodzaju ostróżka (Delphinium) – w nowszych ujęciach został włączony do tego rodzaju jako podrodzaj (Delphinium subg. Consolida). Wyróżniano w obrębie tego rodzaju 52 gatunki. Najwięcej przedstawicieli rodzaju występuje w Azji południowo-zachodniej i środkowej, kilkanaście gatunków rośnie w Europie. Poza tym liczni przedstawiciele rodzaju zostali introdukowani na inne kontynenty. W Polsce rośnie jako zadomowiony antropofit ostróżeczka polna (C. regalis), uprawiana jest ostróżeczka wschodnia (C. orientalis) i ostróżeczka ogrodowa (C. ajacis), pierwszy z tych gatunków przejściowo dziczeje.
Są to rośliny jednoroczne rosnące głównie w miejscach suchych. Niektóre gatunki uprawiane są jako ozdobne, zwłaszcza ostróżeczka ogrodowa.

## Morfologia
PokrójRośliny o pędzie prosto wzniesionym, czasem szeroko rozgałęzione, osiągające do 1,5 m.
LiścieSilnie podzielone na wąskie łatki.
KwiatyZwykle liczne, zebrane w groniaste lub wiechowate kwiatostany. Działek 5, okazałych i barwnych. Najwyższa działka z ostrogą. Płatki są 2, ale zrośnięte w jeden miodnik. Słupek górny z długą szyjką. Pręciki liczne, wyrastające w 5 spiralnych seriach.
OwoceJedno- lub kilkunasienne mieszki. Nasiona ciemnobrązowe lub czarne.

## Systematyka
Synonim taksonomiczny
Ceratosanthus Schur
Pozycja systematyczna
Rodzaj wyróżniany był jako jeden z trzech lub czterech w obrębie plemienia Delphinieae w podrodzinie Ranunculoideae w rodzinie jaskrowatych Ranunculaceae z rzędu jaskrowców Ranunculales. W 2019 roku dowiedziono, że w obrębie tego rodzaju zagnieżdżone są gatunki rodzaju Aconitella, a cała ta grupa jest jednym z kladów w obrębie rodzaju ostróżka Delphinium. W różnych ujęciach systematycznych już wcześniej grupa ta włączana była do Delphinium w randze podrodzaju Delphinium subg. Consolida.
Wykaz gatunków
- Consolida aconiti (L.) Lindl.
- Consolida ajacis (L.) Schur – ostróżeczka ogrodowa, ostróżka ogrodowa
- Consolida anthoroidea (Boiss.) Schrödinger
- Consolida arenaria Carlström
- Consolida armeniaca (Stapf ex Huth) F.C.Schrad.
- Consolida aucheri (Boiss.) Iranshahr
- Consolida axilliflora (DC.) Schrödinger
- Consolida brevicornis (Vis.) Soó
- Consolida camptocarpa (Fisch. & C.A.Mey. ex Ledeb.) Nevski
- Consolida coelesyriaca Mouterde
- Consolida cornuta (P.H.Davis & M.Hossain) P.H.Davis
- Consolida cruciata (P.H.Davis & M.Hossain) P.H.Davis
- Consolida deserti-syriaci (Zohary) Munz
- Consolida divaricata Schroding
- Consolida flava (DC.) Schrödinger
- Consolida glandulosa (Boiss. & A.Huet) Bornm.
- Consolida gombaultii (J.Thiébaut) Munz
- Consolida hellespontica (Boiss.) Chater
- Consolida incana (E.D.Clarke) Munz
- Consolida kabuliana (Akhtar) Iranshahr
- Consolida kandaharica Iranshahr
- Consolida leptocarpa Nevski
- Consolida linarioides (Boiss.) Munz
- Consolida lineolata Hub.-Mor. & Simon
- Consolida lorestanica Iranshahr
- Consolida mauritanica (Coss.) Munz
- Consolida oliveriana (DC.) Schrödinger
- Consolida olopetala (Boiss.) Hayek
- Consolida orientalis (J. Gay) Schrödinger – ostróżeczka wschodnia
- Consolida persica (Boiss.) Grossh.
- Consolida phrygia (Boiss.) Soó
- Consolida pubescens (DC.) Soó
- Consolida pygmaea (Poir.) Schrödinger
- Consolida raveyi (Boiss.) Schrödinger
- Consolida regalis Gray – ostróżeczka polna, ostróżka polna
- Consolida rugulosa (Boiss.) Schrödinger
- Consolida saccata (Huth) P.H.Davis
- Consolida samia P.H.Davis
- Consolida schlagintweitii (Huth) Munz
- Consolida scleroclada (Boiss.) Schrödinger
- Consolida staminosa P.H.Davis & Sorger
- Consolida stapfiana P.H.Davis & Sorger
- Consolida stenocarpa (P.H.Davis & M.Hossain) P.H.Davis
- Consolida stocksiana (Boiss.) Nevski
- Consolida sulphurea (Boiss. & Hausskn.) P.H.Davis
- Consolida teheranica (Boiss.) Rech.f.
- Consolida tenuissima (Sm.) Soó
- Consolida thirkeana (Boiss.) Bornm.
- Consolida tomentosa (Aucher ex Boiss.) Schrödinger
- Consolida trigonelloides (Boiss.) Munz
- Consolida tuntasiana (Halácsy) Soó
- Consolida uechtritziana (Pancic ex Huth) Soó